# Prix Tristan-Tzara
Le prix Tristan-Tzara est un prix littéraire français attribué à une œuvre de poésie dont le nom rend hommage au poète français d’origine roumaine Tristan Tzara (1896-1963).
Le prix a été fondé à l’initiative d’André Darle (d) et de son épouse Juliette Darle,, poètes et écrivains.

## Quelques lauréats
- 1986 : Jean-Luc Moreau[3]
- 1990 : Gérard Noiret, Le Commun des mortels[4], Actes Sud, 1990
- 1991 : André Schmitz, Les Prodiges ordinaires[5], L'Âge d'homme, Lausanne 1990
- 1992 : Michel Houellebecq, La Poursuite du bonheur[6], La Différence, 1992
- 1993 : Benoît Conort, Au-delà des cercles[7], Gallimard, 1992
- 1994 : Dominique Grandmont (d), Histoires impossibles[8], Dumerchez, 1994
- 1996 : Alain Lance, Distrait du désastre, Ulysse fin de siècle, 1995[9]
- 1997 : Francis Lalanne, D’amour et de mots[10], Les Belles Lettres, 1997
- 1998 : Gérard Cartier, Le Désert et le Monde, Flammarion, 1997[11]
- 1999 : Olivier Barbarant, Odes dérisoires et quelques autres un peu moins[12], Champ Vallon, 1998
- 2001 : Claudine Bertrand, Le Corps en tête[13], L’Atelier des brisants, 2001
- 2002 : Valérie Rouzeau, Va où, Le temps qu’il fait, 2002[14]
- 2003 : Silvia Baron Supervielle, Le Pays de l’écriture, Seuil[15], 2002
- 2004 : Yves Namur, Les Ennuagements du cœur[16], Lettres vives, 2004